# Netelia setosa
Netelia setosa är en stekelart som beskrevs av Kaur och Jonathan 1979. Netelia setosa ingår i släktet Netelia och familjen brokparasitsteklar. Inga underarter finns listade i Catalogue of Life.